# Ману (Мехединци)
Ману (рум. Manu) насеље је у Румунији у округу Мехединци у општини Тамна. Oпштина се налази на надморској висини од 316 m.

## Становништво
Према подацима из 2002. године у насељу је живело 68 становника, од којих су сви румунске националности.